# Boabdil
Boabdil (déformation castillane de Abû Abdil-lah) ou Mohammed XII de Grenade, ou Abû `Abd Allâh « az-Zughbî » Mohammed ben Abî al-Hasan `Alî, né en 1459 à Grenade, est le vingt-deuxième et dernier émir nasride de Grenade.
Fils de Abû al-Hasan `Alî dit « El viejo », c'est-à-dire « l'Ancien », Mohammed XII dit Boabdil lui succède en 1482 sur le trône de Grenade sous le nom de Muhammad XII. Fait prisonnier en 1484 par les Espagnols au cours de la guerre de Grenade, il a pour successeur son oncle Mohammed XIII az-Zaghall.
Surnommé El Chico (« le Jeune ») par les Castillans, il est surnommé Az-Zughbî (« l'Infortuné ») par les Arabes.
Après la prise de Grenade le 2 janvier 1492, Mohammed XII « Boabdil » est exilé et meurt selon les versions à Tlemcen ou à Fès. La première hypothèse s'appuie sur une  épitaphe de son présumé tombeau, retrouvé près de la sépulture des sultans zianides et conservé au musée de Tlemcen,,.
Les Espagnols se souviennent également de lui sous le nom d'El Moro, « le Maure ».

## Contexte: la Reconquista de 1250 à 1482
Commencée au IXe siècle, la reconquête chrétienne de la péninsule Ibérique est menée par différentes entités politiques, qui au XIIIe siècle, sont les royaumes de Portugal, de Castille et d'Aragon (le royaume de Navarre ayant été reconquis depuis longtemps).
Vers 1250, le Portugal et l'Aragon ont étendu leurs territoires jusque respectivement l'Algarve et le royaume de Valence. De son côté, la Castille conquiert les grandes villes andalouses de Cordoue en 1236 puis Séville en 1248. Le royaume de Grenade reste alors le dernier bastion musulman de la péninsule Ibérique.
Ce n'est qu'à la fin du XVe siècle que les chrétiens, en l'occurrence la Castille et l'Aragon, unis du fait du mariage de la reine Isabelle et du roi Ferdinand II, dits les « Rois catholiques », reprennent l'offensive.

## Biographie

### Origines familiales et formation
Il est le fils de Abû al-Hasan `Alî, roi de Grenade à partir de 1464 et de la reine Aïcha. 
Il a un frère cadet de la même mère et deux demi-frères de la seconde épouse de son père, Soraya.

### Premier règne (1482-1484)

#### Avènement et débuts de Mohammed XII "Boabdil" (1482-1483)
Vers 1480, Abû al-Hasan `Alî envisageant de répudier Aïcha, celle-ci s'enfuit avec ses fils, puis, en 1482, un soulèvement renverse le roi au profit de Mohammed XII "Boabdil". Les grandes familles du royaume de Grenade prennent parti pour l'un ou pour l'autre.

#### La victoire musulmane de l'Axarquia (21 mars 1483)
Au printemps 1483, le marquis de Cadix et le grand maître de l'ordre de Santiago, Don Alonso Cárdenas, lancent une expédition dans la région littorale située entre Málaga et Vélez-Málaga, appelée Ach-Charqiyya par les Arabes et l'Axarquía par les Castillans.
Trois mille cavaliers et mille fantassins partent d'Antequera le 19 mars. Arrivés à la côte, ils prennent la direction de Málaga. Dans cette terre âpre des montagnes de Málaga, une contre-attaque musulmane a lieu dans la nuit du jeudi au vendredi 21 mars 1483. Les chrétiens sont mis en déroute : les chroniques castillanes parlent de mille huit cents morts et prisonniers, dont d'illustres membres de la noblesse.
Cette victoire de l'Axarquía (de l'arabe Ash-sharquía (الشرقية)) est la dernière remportée par un royaume musulman en péninsule ibérique.

#### La défaite de Lucena (20 avril 1483)

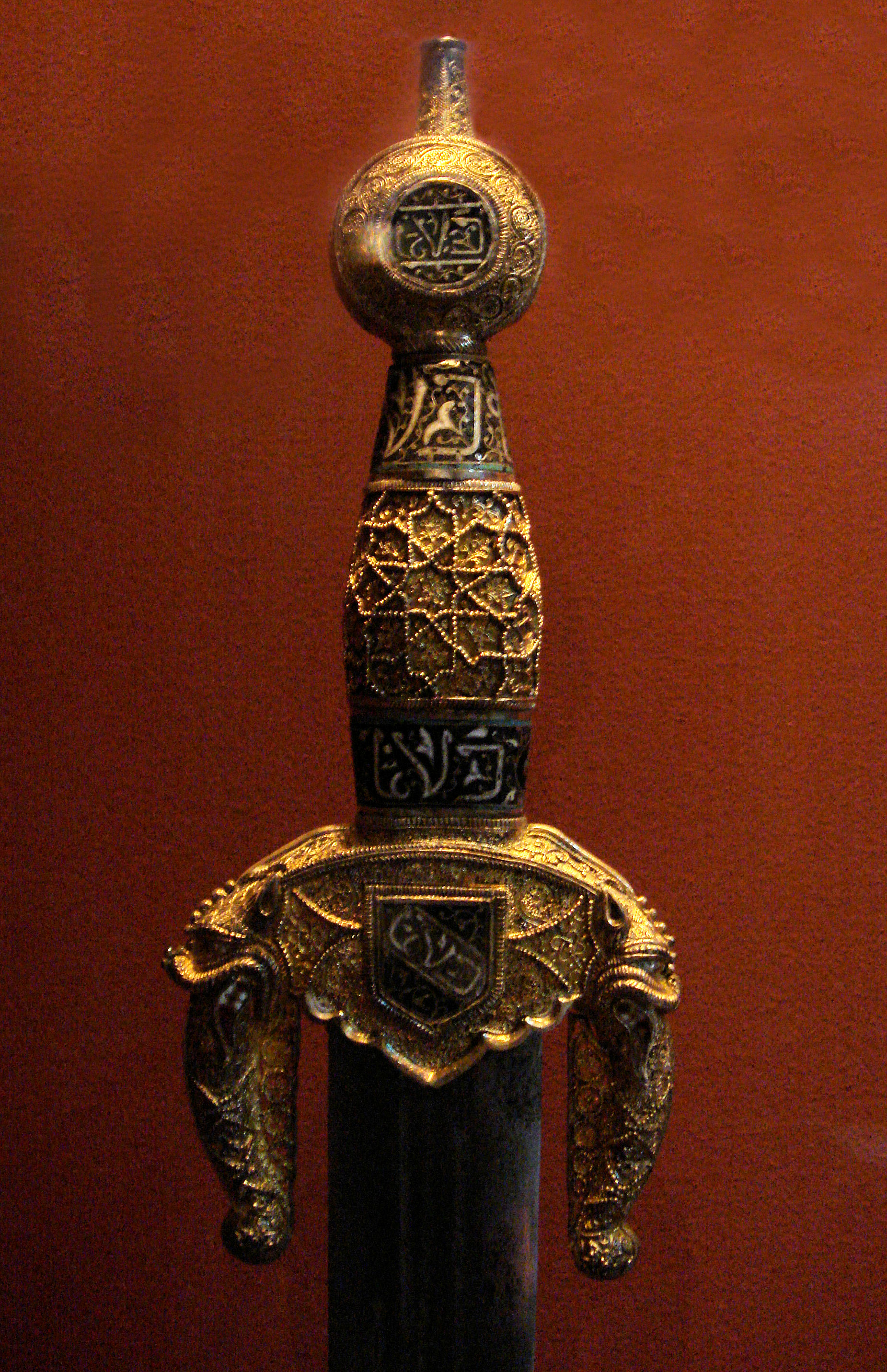
Épée de Boabdil, Musée de l'armée de Tolède.

Un mois après cette victoire, Mohammed XII "Boabdil" décide de faire une incursion dans le Royaume de Castille. Son objectif est une place mal défendue, Lucena, dont le gouverneur, Diego Fernández de Cordoue, n'est âgé que de dix-neuf ans. Mais un musulman grenadin trahit les siens en révélant aux habitants de Lucena ce projet[réf. nécessaire]. La ville est mise en état de défense.
Le 20 avril 1483, à la tête de sept cents cavaliers et de neuf mille fantassins, il est repoussé devant les murs de Lucena. Il subit de lourdes pertes dues à l'intervention de l'armée du comte de Cabra qui a été averti de la manœuvre des Nasrides. Après plusieurs escarmouches, les Castillans mettent en déroute les forces de Mohammed XII "Boabdil", qui se révèle piètre commandant. L'armée du Royaume de Grenade est pratiquement détruite et ses étendards sont pris par les Castillans, qui en installent des représentations dans la cathédrale de Cordoue (anciennement mosquée de Cordoue). Pendant la bataille, le capitaine de Loja, `Alî al-Attar, beau-père de Mohammed XII "Boabdil", ainsi que plusieurs membres de l'aristocratie grenadine perdent la vie. Boabdil lui-même est fait prisonnier.

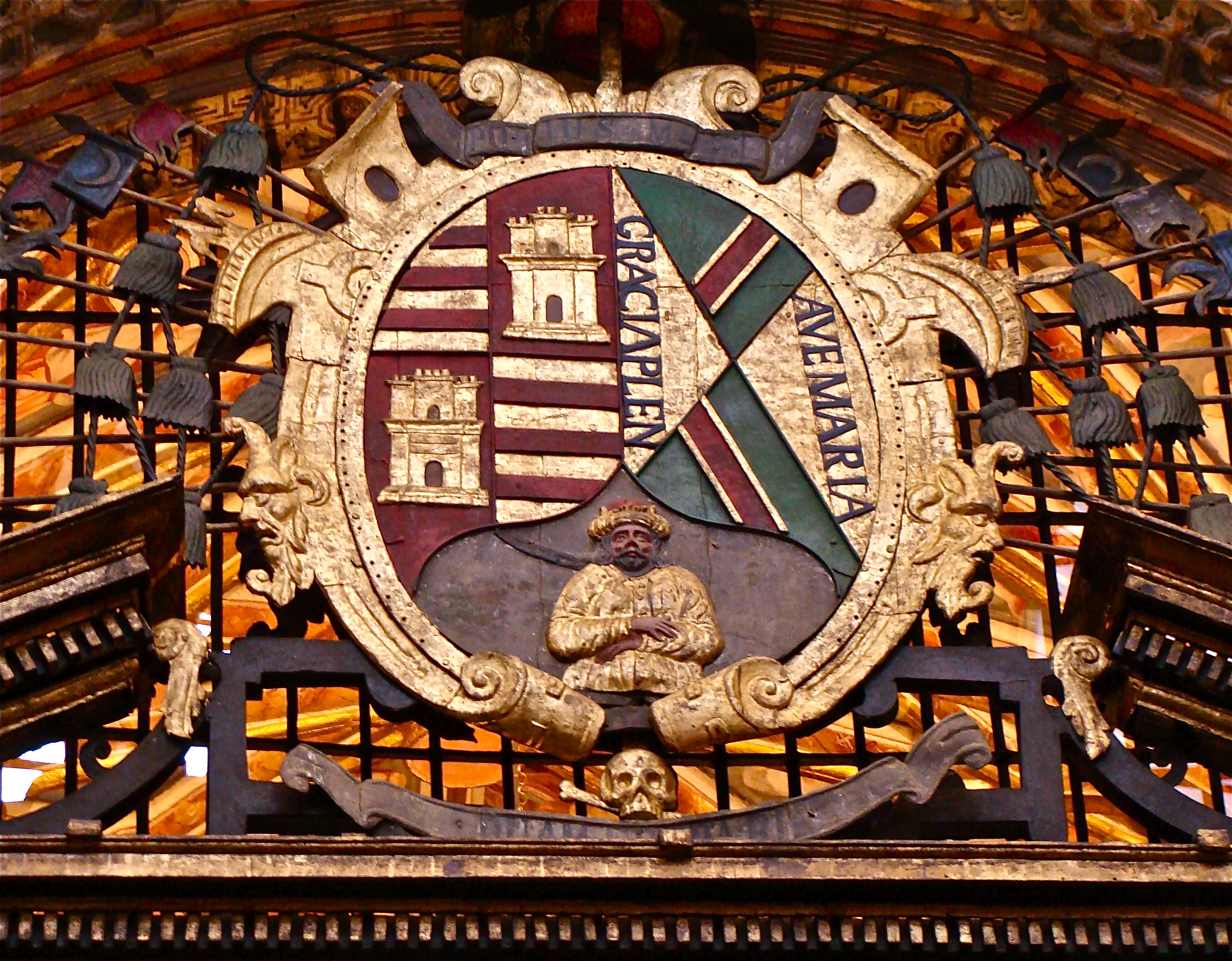
Représentation des étendards de Boabdil pris comme trophées de guerre lors de la victoire chrétienne de la Lucena - Grille de la chapelle du Sagrario (Mosquée-cathédrale de Cordoue).

### Captivité en Castille (1484-1487)

#### Le royaume de Grenade pendant la captivité de Mohammed XII "Boabdil"
Il est enfermé dans la forteresse de Porcuna.
Dès qu'il est informé de la catastrophe de Lucena, le père de Boabdil, Abû al-Hasan, qui dispose par ailleurs du soutien de nombreux habitants de Grenade, réoccupe le trône jusqu'en 1485. L'oncle de Boabdil Mohammed XIII az-Zaghall lui succède.
Les conditions imposées à Boabdil pour obtenir sa libération sont les plus humiliantes qu'ait acceptées un émir musulman d'Al andalous. Il s'engage à verser un tribut de douze mille doublons de Jaén (l'équivalent de quatorze mille ducats) ; à libérer les trois mille captifs castillans de 1483 ; de livrer comme otages son fils, le prince héritier Ahmad, son frère Yûsuf, et dix jeunes notables de Grenade. Il se reconnaît vassal des rois de Castille et sollicite l'aide de la Castille pour reprendre son trône. Néanmoins, il reste captif en Castille.
Ferdinand d'Aragon le libère et l'aide à reprendre le pouvoir en 1487, à la condition que Grenade devienne vassale de l'Espagne et qu'il renonce à défendre Málaga, en passe d'être attaquée par les armées catholiques. En outre, il donne son premier-né de deux ans en otage et s'engage à un second paiement de 14 000 ducats d'or et à libérer 7 000 prisonniers espagnols.[pas clair]

#### La prise de Malaga par le Royaume de Castille et d'Aragon (1487)

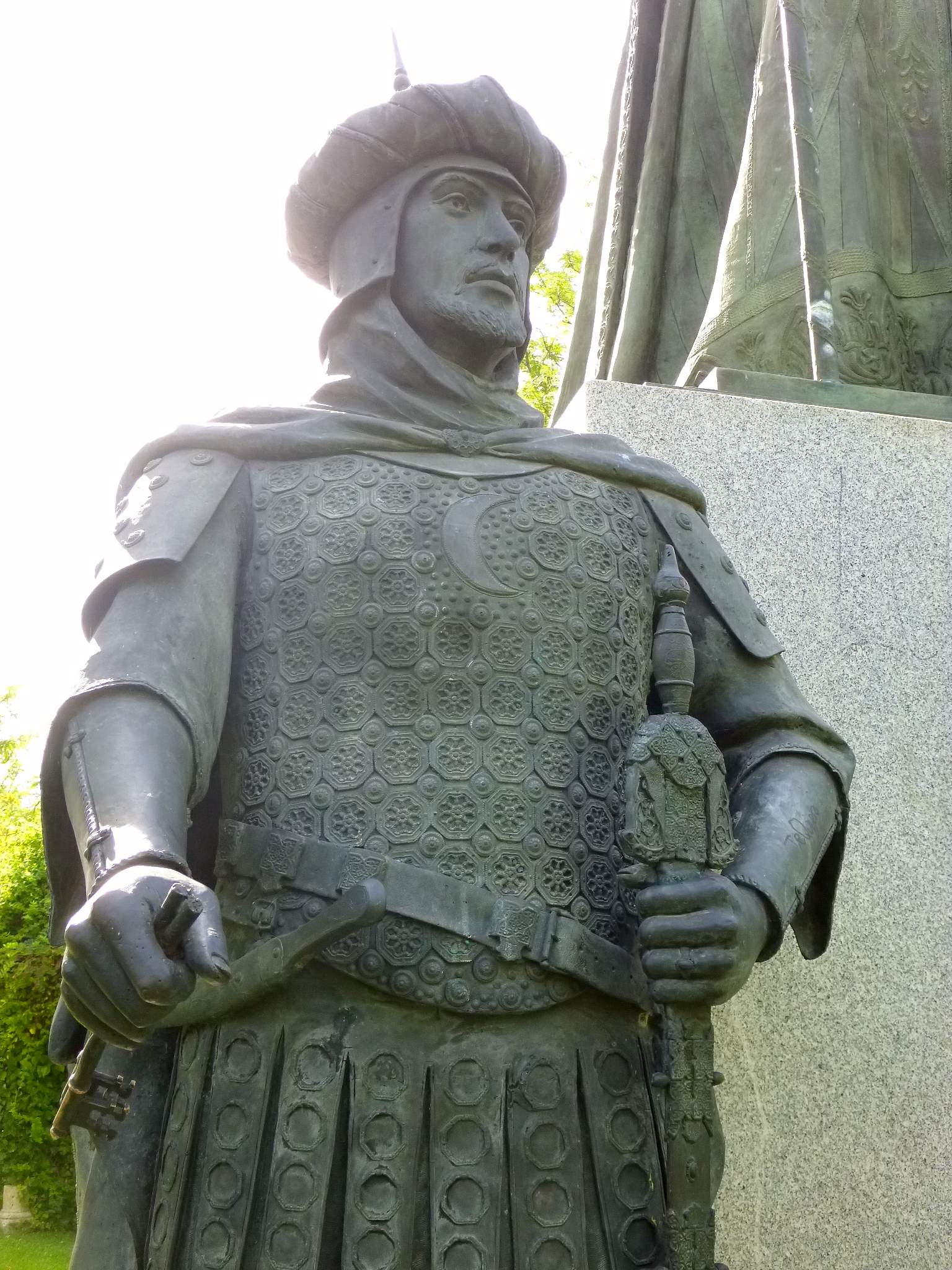
Statue de Boabdil au sein du parc historique de San Sebastian de Navalcarnero.

Au printemps 1487, à la tête de 70 000 hommes, le roi Ferdinand décide de joindre à la couronne la deuxième ville du royaume de Grenade, son principal port : Málaga. Les armées chrétiennes encerclent la ville. Le chef de la garnison nasride, Ahmad at-Tagrî, prend le commandement à partir du 6 mai. Il est déterminé à combattre jusqu'au bout. Soumis au feu des bombardes castillanes, les musulmans se défendent de leur mieux. En juillet, les vivres viennent à manquer.
Une subite épidémie réduit considérablement les effectifs des assiégeants. À ce moment critique, Ferdinand demande à son épouse Isabelle la Catholique de faire acte de présence pour galvaniser les troupes. Elle fait son apparition dans une armure étincelante, entourée de six cents lanciers, tandis que cent navires chargés de ravitailler les armées chrétiennes bloquent le port de Málaga.
Boabdil se conforme à l'accord secret signé avec les Rois Catholiques et ne fait rien pour défendre Málaga.
En revanche, son oncle Muhammad az-Zaghall, qui s'est exilé à Almería après la chute de Baza, essaie sans succès une manœuvre de diversion pour défendre Málaga en lançant quelques détachements de volontaires nasrides d'Adra contre les chrétiens aux alentours de Vélez-Málaga.
Málaga capitule au bout de trois mois et demi de siège, le 18 août 1487. Les quinze mille musulmans que les Espagnols font prisonniers sont à bout de force.

#### L'appel à l'aide de Grenade aux royaumes d'Afrique du Nord (1485-1489)
Encerclés par les armes chrétiennes, les Grenadins se tournent à partir de 1485 vers leurs anciens alliés, les souverains maghrébins de Fès et Tlemcen, à qui ils demandent de l'aide. Le sultan wattasside Mohammed ben Yahyâ, qui règne à Fès, a signé en 1479 un traité avec la Castille, lui reconnaissant des droits exclusifs sur la côte africaine. Les Zianides de Tlemcen, eux, sont trop occupés par leurs deux voisins Mérinides et Hafsides. Enfin, pour leur part, les Hafsides à Tunis s'efforcent d'avoir les meilleures relations avec la Castille pour pouvoir se protéger contre les Mamelouks d'Égypte.
En 1487, une ambassade grenadine sollicite l'aide du sultan mamelouk Qâ'it Bay, qui accepte de menacer l'Église de Jérusalem : il lui demande d'intervenir auprès de la Castille afin que celle-ci renonce à ses attaques contre Grenade ; en cas contraire, Qâ'it Bay ferait subir des représailles aux membres du clergé de l'église de la Résurrection à Jérusalem. Il interdirait en outre aux Européens l'accès à ce sanctuaire et, s'il était nécessaire, il le ferait détruire. Mais les menaces de Qâ'it Bay sont en réalité purement verbales. Le sultan mamelouk et la Castille établissent des relations commerciales en pleine guerre de Grenade. Le 2 janvier 1488, Ferdinand le Catholique demande au pape Innocent VIII l'autorisation de vendre du blé « au sultan de Babylone » (Qâ'it Bay) afin d'aider ses sujets menacés par la famine. Le montant de la vente serait utilisé pour couvrir les frais de guerre contre Grenade. En seconde intention, Ferdinand voulait aider le sultan du Caire car il le considérait comme le seul chef musulman capable de résister aux Ottomans dont la puissance ne cessait de croître. Aucune aide efficace n'était donc prévisible de la part d'aucun de ces souverains musulmans. Les Nasrides durent se contenter de volontaires, souvent des fugitifs qui cherchaient à échapper à la répression religieuse dans leur pays.
Rachel Arié du CNRS décrit les relations pragmatiques et complexes qu'établirent les Nasrides de Grenade avec les sultans maghrébins. Elle écrit :

« Les liens qui se nouèrent entre les souverains de Grenade et les Hafsides de Tunis [...] portèrent essentiellement sur un échange de missives amicales et de magnifiques présents mais n'entraînèrent aucune immixtion de l'un des deux partenaires dans les affaires intérieures de l'autre [...] Plus étroits furent les rapports entre les Nasrides d'une part et d'autre part les sultans Marinides qui régnaient depuis 1268 sur le vaste territoire du Maghrib extrême, le Maroc d'aujourd'hui [...] et les dynasties Abd al wadides [...] qui avaient fondé le royaume de Tlemcen.
 Vassaux de la Castille à laquelle ils devaient un tribut annuel, les bâtisseurs du royaume Nasride avaient été contraints dès la fin du XIIIe siècle d'invoquer le prétexte de la guerre sainte afin de freiner la Reconquête chrétienne. Ils avaient eu recours à l'appui militaire des princes dissidents mérinides qui, réfugiés à Grenade, avaient constitué les fameuses légions de volontaires de la Foi, si redoutées de leurs adversaires chrétiens sur le sol espagnol. Bientôt les sultans de Fez en personne... franchissent le détroit et portèrent le gihad en terre andalouse ; cette intervention active ne laissa pas d'inquiéter les Nasrides [...] Soucieux de contrebalancer l'influence Marinide dans leur propre royaume et de rétablir l'équilibre des forces sur l'échiquier espagnol, les sultans de Grenade pratiquèrent une politique résolument opportuniste avec des nobles castillans révoltés contre le souverain Alphonse X et avec les états de la couronne d'Aragon et entretinrent des relations amicales avec l'émirat Abd Al wadide de Tlemcen. Ennemis des Mérinides qui avaient tenté de s'emparer de Tlemcen et d'imposer leur souveraineté sur le Maghrib central, les Ziyyanides se rapprochèrent des Nasrides dès le début du XIIIe siècle. En 1309, sous Abu Hammu Musa 1er, ils furent alliés du roi de Grenade Abu Al Guyus Nasr contre la coalition formée par Aragon, la Castille et le Maroc. Des guerriers de la Foi recrutés à Oran et à Honaine par le gouverneur nasride d'Almeria apportèrent leur énergique soutien aux combattants grenadins. [...] En 1340, Abu Al Haggag Yusuf reprit la politique de ces aïeux pour parer la menace chrétienne, il dut solliciter le secours du plus prestigieux des souverains d'Afrique du Nord, le Marinide Abu Al Hassan. »

### La fin du règne de Boabdil

#### Le retour au pouvoir
Boabdil revient au pouvoir alors même que s'achève l'ère du royaume grenadin. Une fois libéré, Boabdil refuse de soumettre la ville.[pas clair]
Fin 1487, Almería et Guadix tombent, puis en 1489, c'est le tour d'Almuñécar et de Salobreña.
La puissante famille des Abencérages est accusée d'être vendue aux chrétiens et de vouloir renverser Boabdil. Selon Gines Perez De Hita, historien de la fin du XVe siècle, trente-six Abencérages auraient été exterminés par Boabdil dans une salle du palais.
Boabdil reste le seul souverain de Grenade.

#### Les derniers mois du royaume (printemps 1491-1erjanvier 1492)

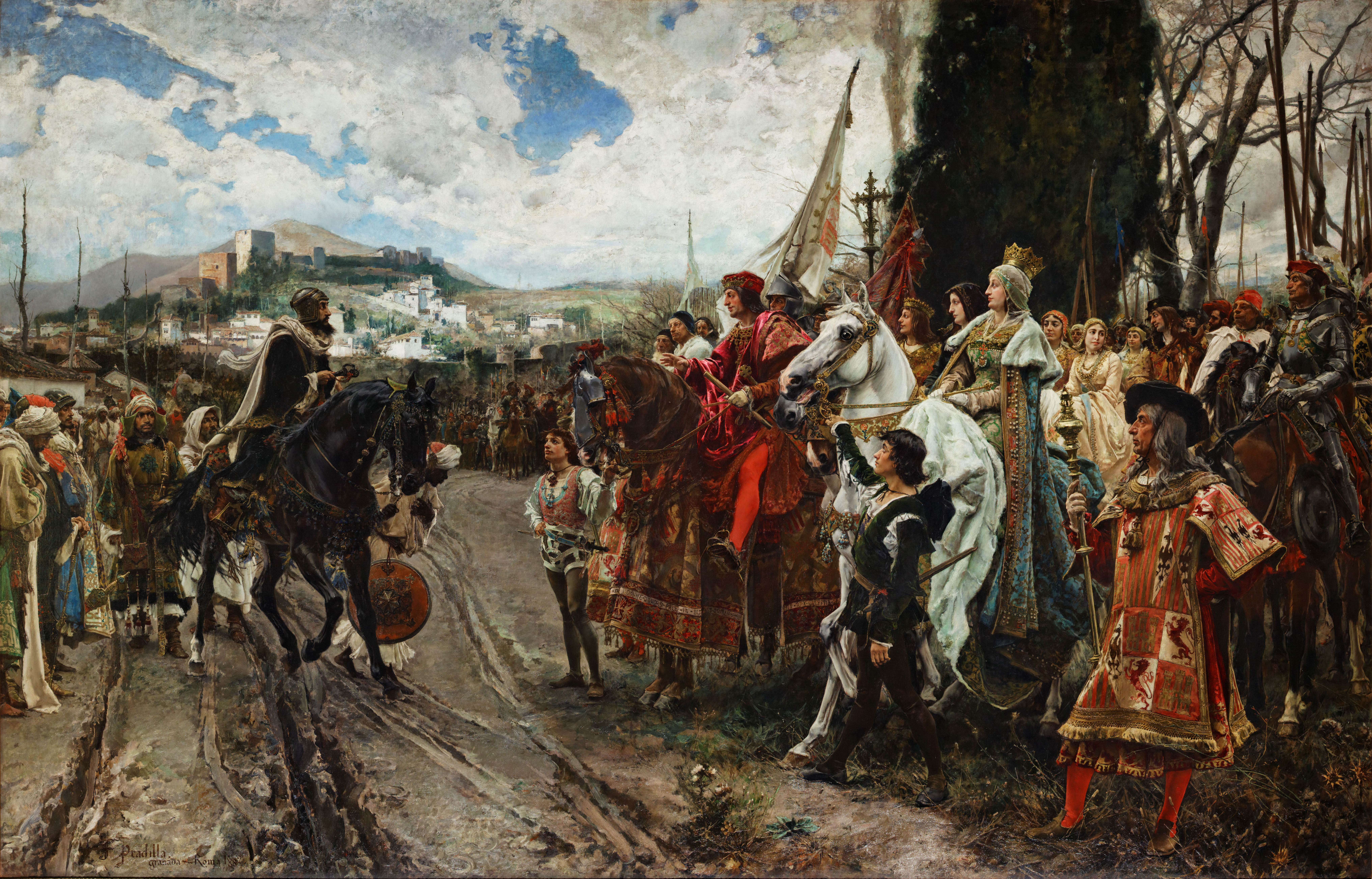
Boabdil remettant les clés de Grenade à Ferdinand et Isabelle (tableau de Francisco Pradilla y Ortiz)

Au printemps 1491, les chrétiens reprennent les hostilités contre Grenade avec une armée puissante de dix mille cavaliers et de quarante mille fantassins. Le 26 avril commence le siège final de la capitale nasride. Ce jour-là, la reine Isabelle Ire de Castille jure de ne pas se baigner ni changer de vêtements jusqu'à ce que Grenade soit prise. Au début du siège, le campement des Castillans est détruit par le feu. Isabelle fait alors construire, dans la vallée du Genil, un campement fixe. Elle fait appeler cette ville Sitiadora.
Depuis leur capitale assiégée, les Grenadins n'essayent que quelques rares sorties pendant les six mois suivants. Ils ne disposent que d'une cavalerie et d'une infanterie impuissantes face à l'artillerie castillane qui ouvre des brèches dans les murailles de la ville. Fin 1491, la situation dans Grenade devient très précaire quand le blé, l'orge, le millet et l'huile viennent à manquer. Le passage par l'Alpujarra est devenu impraticable, la neige ayant commencé à tomber et ayant coupé les communications avec cette région méridionale. Boabdil entame des conversations secrètes pour ne rendre la ville que fin mars 1492 alors que depuis décembre 1491, les Castillans exigent une reddition immédiate.

#### La chute de Grenade (2 janvier 1492)
Dans la nuit du 1er janvier au 2 janvier 1492, guidés par Youssef Ibn Kumasa et Abû al-Qasim al-Mulihe, deux vizirs de Boabdil, le grand commandeur de León, don Gutierrez de Cárdenas et quelques fonctionnaires castillans, entrent secrètement dans Grenade par un chemin peu fréquenté. Au petit jour, Boabdil livre les clés de l'Alhambra à don Gutierrez dans la tour de Comares. La capitulation officielle date donc du 2 janvier 1492.
Le comte de Tendilla et ses troupes entrent ensuite dans l'Alhambra en suivant le même itinéraire. La bannière de Castille et la croix sont hissées sur l'une des tours de la forteresse de l'Alhambra, qu'on appelle encore aujourd'hui la Tour de la Bougie. Boabdil laisse sa ville et ses palais intacts aux mains de ses adversaires, moyennant un traité de capitulation qui garantit les droits des habitants : ceux-ci peuvent rester en conservant leur religion, leurs autorités juridico-religieuses, leurs biens et même leurs armes (sauf les armes à feu).
Boabdil fait excaver les tombes de ses ancêtres Mohammed II, Yusuf Ier, Yusuf III et de son père Abu al-Hasan Ali pour qu'elles ne soient pas détruites par les chrétiens. Il les fait transférer dans le cimetière de la mosquée de Mondújar, à une quarantaine de kilomètres du lieu de son exil (et à 140 km à l'ouest de Grenade).
Une légende tenace rapporte que, sur le chemin de l’exil, au lieu-dit du « dernier soupir du maure », Boabdil se retourna vers la capitale de son royaume perdu et se mit à pleurer. Sa mère Aicha Fatima, une forte femme, lui lança alors sèchement : « Pleure comme une femme, un royaume que tu n’as pas su défendre comme un homme. », en arabe « ابكِ مثل  النساء ملكاَ مضاعا لم تحافظ عليه مثل الرجال ».
Dans ses écrits, Christophe Colomb dit avoir assisté à la reddition et au départ de Boabdil.

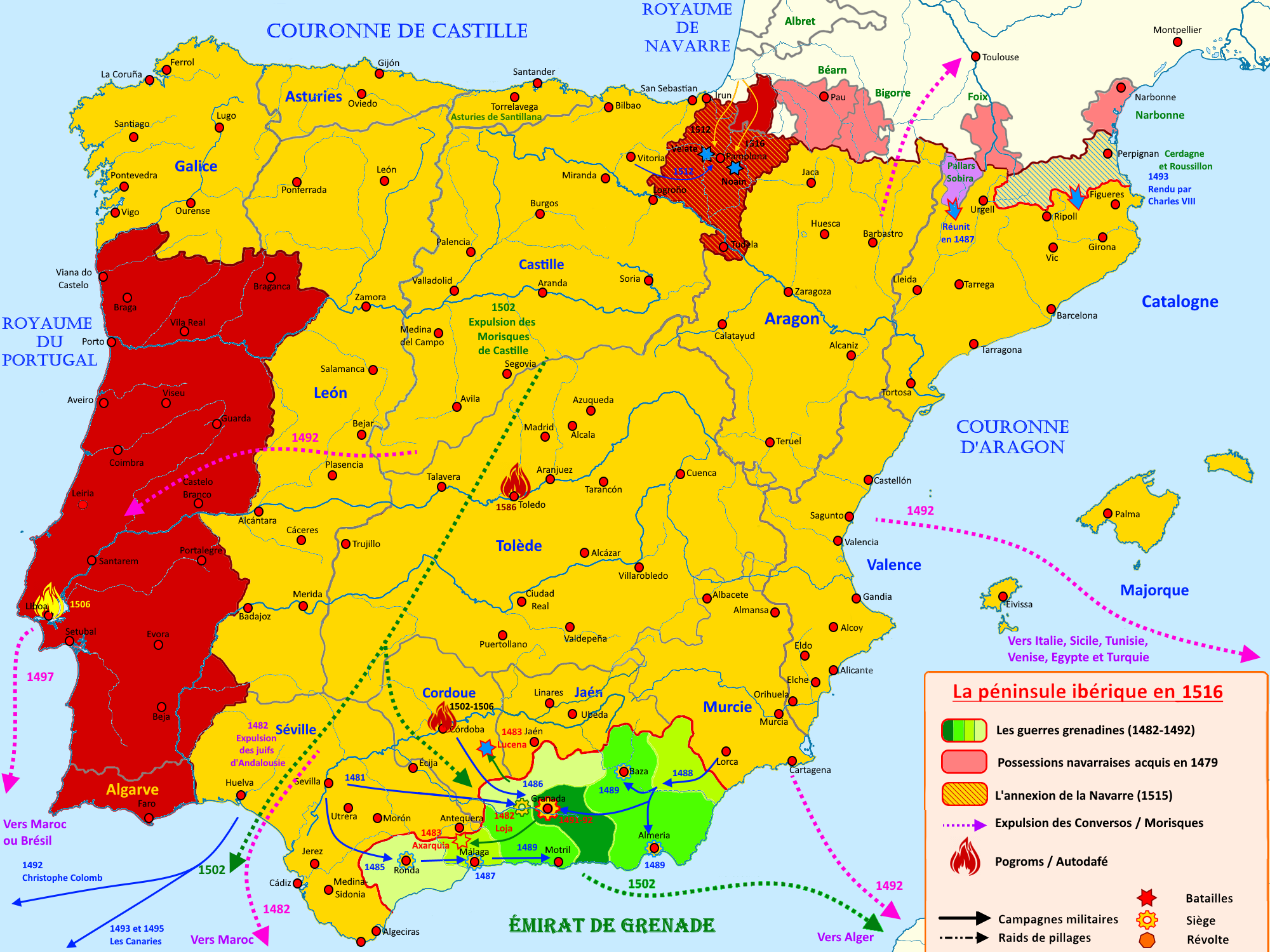
La fin de l'émirat de Grenade, 1479-1492

### Après la victoire espagnole: un destin mal connu
Exilé au sud-est de Grenade, à Laujar de Andarax dans les montagnes des Alpujarras où Ferdinand lui a accordé une seigneurie, Boabdil perd sa femme Morayma, qui est enterrée dans la mosquée de Mondújar.
Trahi par son vizir, Youssef Ibn Kumassa (Aben Comixa), qui revend sans son consentement la seigneurie pour 80 000 ducats aux Rois Catholiques, Mohammed XII "Boabdil" est contraint d'embarquer en octobre 1493 du port d'Adra pour rejoindre l'Afrique du Nord.
Selon la légende, une fois embarqué, Boabdil regarde dans la direction de la côte, lance son épée dans les flots et promet de revenir un jour la chercher.
Une lettre à Ferdinand du 9 décembre 1492 dit que Boadbid était établi à la chasse dans ses États des Alpujaras avant d'embarquer pour l'Afrique du Nord, plus précisément à Tlemcen, en septembre ou en octobre 1492. Son épouse est morte à Andarax et enterrée à Mondújar. C'est donc à Tlemcen que Boabdil aurait cherché secours et réconfort. Son conseiller Isaac Perdoniel, a pu emporter à Tlemcen toute sa fortune et ses biens meubles par privilège octroyé par les rois catholiques.
Toutefois ces données sur Boabdil sont contradictoires avec le témoignage de l'historien du XVIIe siècle Al Maqqari qui écrit que Mohammed XII a traversé la Méditerranée jusqu'à Melilla puis s'est rendu à Fès où il a construit un palais. Il y resta jusqu'à sa mort en 1518 ou 1533/1534 (en 940 A.H.),. Il a été enterré près du Musala (lieu de la prière spéciale pendant les fêtes islamiques) situé à l'extérieur de "Bab Sheria" à Fès. Boabdil a laissé dans le deuil deux fils; Yusef et Ahmed. Al-Maqqari a rencontré ses descendants en 1618 à Fès ; ils vivaient dans un état de pauvreté et comptaient sur la Zakat. Marmol affirme même que Boadbil serait mort à la bataille de Abu Aqba en 1536, soit à 80 ans. Cet épisode de la bataille est donc à prendre avec précaution car Boabdil aurait combattu à un certain âge pour un autre royaume que le sien.
Après la prise de Grenade c'est à Tlemcen que Boabdil aurait cherché secours et réconfort. Un autre lieu de sépulture de Boabdil est suggéré par l'arabisant du fin du XIXe siècle Charles Brosselard (1816-1889), qui traduisit une longue ordonnance en écriture andalouse sur une dalle d'onyx longue d'un mètre conservée au musée municipal de Tlemcen. Cette épitaphe marquait le tombeau du roi exilé notre seigneur Abou-Abdoullah qui mourut à Tlemcen en mai 1494, âgé de trente-quatre ans. Le conflit entre les lieux et les dates de décès peut provenir d'une confusion entre Muhammad XII et son oncle El Zagal, également mort en exil nord-africain. Néanmoins, les arguments en faveur du sépulcre de Boabdil situé à Tlemcen sont convaincants. En effet pour atteindre Fès depuis Melilla, le point de débarquement suggéré, il faut un voyage de plus de 325 kilomètres à travers des déserts hostiles et des terrains montagneux . Or, Oran est moitié moins éloigné de Tlemcen que cette distance. Boabdil était encore à Andarax au moment de l'expulsion des Juifs plus tard en 1492, lorsque de nombreux exilés juifs se rendirent à Tlemcen et furent accueillis et soutenus financièrement par son vice-roi juif éclairé, Abraham. Sous son sultan tolérant, Tlemcen est devenue un refuge bien connu pour les exilés juifs et musulmans d'Espagne, donc au moment où Boabdil a fait sa traversée à l'automne 1493, elle aurait été un endroit évident vers lequel viser ; celui où il aurait été assuré d'un accueil chaleureux, comme cela est indiqué sur la dalle de marbre de sa prétendue pierre tombale. Cette épitaphe décrit également comment la mort l'a surpris là-bas, comme s'il était mort subitement et inopinément en 1494.
Le chroniqueur espagnol Luis del Mármol Carvajal a écrit « Boabdil est mort près de l'Oued el Assouad (Rivière Noire) au gué dit Waqûba pendant la guerre entre les Marinides et les Saadiens ». Cette source est également reprise par Louis de Chénier, diplomate du roi de France Louis XVI, dans ses Recherches historiques sur les Maures et l'Histoire de l'Empire du Maroc publiées à Paris en 1787.

## Légendes
Dans la mémoire populaire espagnole, Boabdil est devenu un héros romantique de la Reconquista, compte tenu des événements liés à la perte de son royaume. Son nom est donc fréquemment évoqué à propos de Grenade.
- Le massacre des Abencérages dans la salle dite des Abencérages à l'Alhambra

- Le soupir du Maure (Suspiro del Moro) est un col situé à douze kilomètres au sud de Grenade.

- La chaise du Maure (Silla del Moro)